# Diocesi di Rio do Sul
La diocesi di Rio do Sul (in latino Dioecesis Rivi Australis) è una sede della Chiesa cattolica in Brasile suffraganea dell'arcidiocesi di Joinville. Nel 2022 contava 270.000 battezzati su 342.000 abitanti. È retta dal vescovo Adalberto Donadelli Júnior.

## Territorio
La diocesi comprende 32 comuni della mesoregione del Vale do Itajaí nello stato brasiliano di Santa Catarina: Agrolândia, Agronômica, Alfredo Wagner, Apiúna, Ascurra, Atalanta, Aurora, Braço do Trombudo, Chapadão do Lageado, Dona Emma, Ibirama, Imbuia, Ituporanga, José Boiteux, Laurentino, Lontras, Mirim Doce, Petrolândia, Pouso Redondo, Presidente Getúlio, Presidente Nereu, Rio do Campo, Rio do Oeste, Rio do Sul, Rodeio, Salete, Santa Terezinha, Taió, Trombudo Central, Vidal Ramos, Vitor Meireles, Witmarsum.
Sede vescovile è la città di Rio do Sul, dove si trova la cattedrale di San Giovanni Battista.
Il territorio si estende su una superficie di 8.909 km² ed è suddiviso in 31 parrocchie, raggruppate in sei regioni pastorali: Rio do Sul, Agronômica, Taió, Rodeio, Presidente Getúlio e Ituporanga.

## Storia
La diocesi è stata eretta il 23 novembre 1968 con la bolla Quam maxime di papa Paolo VI, ricavandone il territorio dall'arcidiocesi di Florianópolis e dalla diocesi di Joinville (oggi arcidiocesi).
Il 19 aprile 2000 ha ceduto una porzione del suo territorio a vantaggio dell'erezione della diocesi di Blumenau.
Originariamente suffraganea dell'arcidiocesi di Florianópolis, il 5 novembre 2024 è entrata a far parte della provincia ecclesiastica di Joinville.

## Cronotassi dei vescovi
Si omettono i periodi di sede vacante non superiori ai 2 anni o non storicamente accertati.
- Tito Buss † (12 marzo 1969 - 30 agosto 2000 ritirato)
- José Jovêncio Balestieri, S.D.B. † (30 agosto 2000 succeduto - 19 marzo 2008 dimesso)
- Augustinho Petry (19 marzo 2008 - 17 dicembre 2014 ritirato)
- Onécimo Alberton (17 dicembre 2014 - 1º novembre 2023 nominato vescovo ausiliare di Florianópolis[1])
- Adalberto Donadelli Júnior, dal 7 giugno 2024

## Statistiche
La diocesi nel 2022 su una popolazione di 342.000 persone contava 270.000 battezzati, corrispondenti al 78,9% del totale.
| anno | popolazione | popolazione | popolazione | presbiteri | presbiteri | presbiteri | presbiteri                | diaconi | religiosi | religiosi | parrocchie |
| anno | battezzati  | totale      | %           | numero     | secolari   | regolari   | battezzati per presbitero | diaconi | uomini    | donne     | parrocchie |
| ---- | ----------- | ----------- | ----------- | ---------- | ---------- | ---------- | ------------------------- | ------- | --------- | --------- | ---------- |
| 1970 | 221.146     | 267.015     | 82,8        | 59         | 12         | 47         | 3.748                     |         | 57        | 347       | 25         |
| 1976 | 265.700     | 370.000     | 71,8        | 64         | 15         | 49         | 4.151                     |         | 64        | 302       | 26         |
| 1980 | 248.632     | 296.238     | 83,9        | 63         | 14         | 49         | 3.946                     |         | 63        | 260       | 32         |
| 1990 | 214.000     | 279.000     | 76,7        | 55         | 15         | 40         | 3.890                     |         | 51        | 198       | 32         |
| 1999 | 252.000     | 295.000     | 85,4        | 51         | 20         | 31         | 4.941                     |         | 39        | 186       | 32         |
| 2000 | 203.000     | 242.000     | 83,9        | 51         | 18         | 33         | 3.980                     |         | 42        | 181       | 30         |
| 2001 | 232.000     | 276.966     | 83,8        | 62         | 24         | 38         | 3.741                     |         | 88        | 164       | 30         |
| 2002 | 232.000     | 276.966     | 83,8        | 54         | 20         | 34         | 4.296                     |         | 80        | 164       | 30         |
| 2003 | 234.570     | 281.552     | 83,3        | 57         | 23         | 34         | 4.115                     |         | 60        | 165       | 30         |
| 2004 | 225.408     | 277.541     | 81,2        | 56         | 22         | 34         | 4.025                     |         | 57        | 165       | 30         |
| 2010 | 253.000     | 308.000     | 82,1        | 62         | 23         | 39         | 4.080                     |         | 52        | 150       | 31         |
| 2014 | 265.000     | 324.000     | 81,8        | 64         | 24         | 40         | 4.140                     |         | 60        | 136       | 31         |
| 2017 | 243.742     | 328.173     | 74,3        | 58         | 26         | 32         | 4.202                     | 1       | 55        | 139       | 31         |
| 2020 | 265.600     | 337.094     | 78,8        | 58         | 23         | 35         | 4.579                     | 5       | 63        | 95        | 31         |
| 2022 | 270.000     | 342.000     | 78,9        | 55         | 25         | 30         | 4.909                     | 6       | 60        | 90        | 31         |